# 유리의 성 (1987년 영화)
"유리의 성"(유리의 城)은 한국에서 제작된 김정현 감독의 1987년 영화이다. 김화란 등이 주연으로 출연하였고 김치한 등이 제작에 참여하였다.

## 출연

### 주연
- 김화란
- 한애경
- 현진부
- 김만

## 기타
- 원작자: 임유순
- 조명: 차정남